# Willeman
Willeman é uma comuna francesa na região administrativa de Altos da França, no departamento de Pas-de-Calais. Estende-se por uma área de 10,17 km². Em 2010 a comuna tinha 185 habitantes (densidade: 18,2 hab./km²).